# IC 4150
IC 4150 је појединачна звијезда у сазвјежђу Береникина коса која се налази на листи објеката дубоког неба у Индекс каталогу.
Деклинација објекта је + 21° 59' 14" а ректасцензија 13h 4m 13,1s.